# Israel nos Jogos Paralímpicos de Verão de 1968
Israel participou dos Jogos Paralímpicos de Verão de 1968, que foram realizados na cidade de Tel Aviv, em Israel, entre os dias 4 e 13 de novembro de 1968.
A delegação encerrou a participação com 62 medalhas, das quais 18 de ouro.